# Nilobezzia alipennis
Nilobezzia alipennis är en tvåvingeart som beskrevs av Jean-Jacques Kieffer 1911.
Nilobezzia alipennis ingår i släktet Nilobezzia och familjen svidknott. Inga underarter finns listade i Catalogue of Life.